# Moldauisch-portugiesische Beziehungen
Die moldauisch-portugiesischen Beziehungen beschreiben das zwischenstaatliche Verhältnis zwischen der Republik Moldau und der Portugiesischen Republik. Die Länder unterhalten seit 1993 direkte diplomatische Beziehungen.
Die bilateralen Beziehungen gelten als gut, jedoch wenig intensiv. Neben dem vergleichsweise geringen Warenaustausch ist vor allem die in Portugal lebende moldauische Gemeinde wichtigster Bezugspunkt. Im Jahr 2015 waren 6.948 moldauische Staatsbürger in Portugal gemeldet, davon die meisten im Distrikt Lissabon (2.636) und an der Algarve (1.781). Sie gelten auf Grund ihrer sprachlich-kulturellen Nähe als meist gut integriert, wovon auch bekanntere Beispiele wie Mikaela Lupu zeugen, die heute eine Schauspielerin des portugiesischen Films und Fernsehens ist. Im Gegenzug waren in Moldau im Jahr 2009 drei portugiesische Staatsbürger konsularisch registriert.
Seit 1983 besteht zwischen dem portugiesischen Santarém und dem moldauischen Tiraspol eine Städtepartnerschaft, seit 2012 auch zwischen Cascais und Ungheni.
Moldau und Portugal sind beide Mitglieder in zahlreichen internationalen Organisationen, darunter der Europarat, die Organisation für Sicherheit und Zusammenarbeit in Europa (OSZE), der Internationale Währungsfonds (IWF) und die verschiedenen UN-Organisationen. Zudem ist Moldau über den Euro-Atlantischen Partnerschaftsrat und die sogenannte Partnerschaft für den Frieden mit der NATO verbunden, deren Gründungsmitglied Portugal ist.

## Geschichte

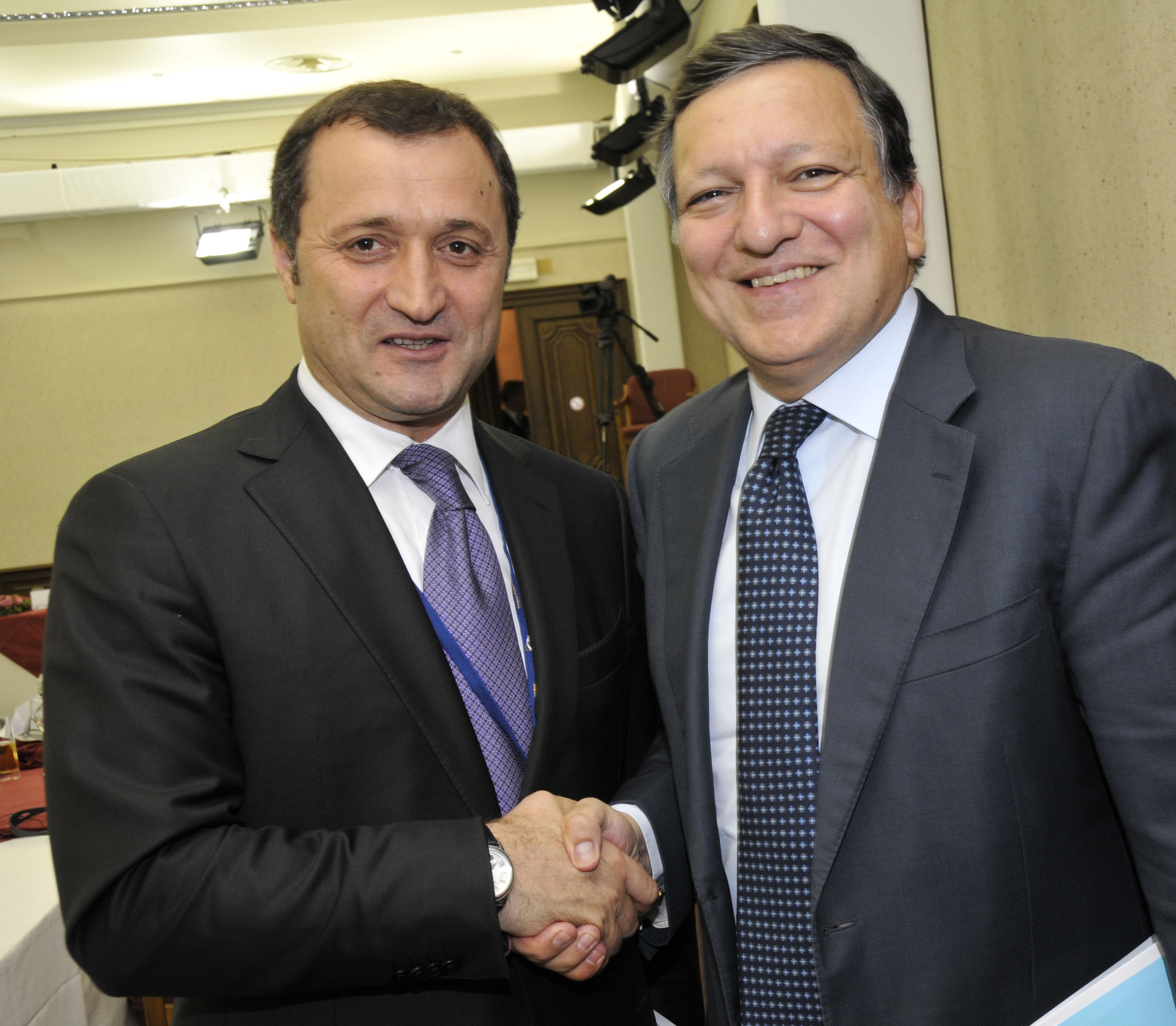
Moldaus Premierminister Filat (li.) und der ehemalige portugiesische Ministerpräsident Barroso (re.) beim EVP-Gipfel 2010

Nach der Unabhängigkeit der Republik Moldau 1991 gingen beide Länder am 10. Februar 1993 diplomatische Beziehungen ein. Als erster Botschafter Portugals in Moldau akkreditierte sich Celestino Ribeiro Vaz 1995 in Chișinău, der portugiesische Chefdiplomat in Rumänien. Eine eigene Botschaft richtete Portugal danach in Moldau nicht ein, während die Republik Moldau in der portugiesischen Hauptstadt Lissabon später eine eigene Vertretung eröffnete.
In den 1990er Jahren wanderten vermehrt Bürger Moldaus nach Portugal ein, dessen Wirtschaft wuchs und wo es u. a. durch die großen Bauvorhaben wie die Expo 98 oder die Fußball-Europameisterschaft 2004 Arbeit gab. Das von Moldauern gesprochene Rumänisch ist wie das Portugiesische eine Romanische Sprache, wodurch sie einen einfacheren Zugang zur Landessprache fanden.

## Diplomatie
Moldaus Botschaft in der portugiesischen Hauptstadt Lissabon residiert in der Hausnummer 31 der Rua Gonçalo Velho Cabral, Stadtteil São Francisco Xavier, in der bekannten Stadtgemeinde Belém. Darüber hinaus unterhält Moldau keine weiteren Konsulate in Portugal.
Portugal unterhält keine Botschaft in Moldau, sondern ist dort mit seinem Botschafter in der rumänischen Hauptstadt Bukarest doppelakkreditiert. Auch portugiesische Konsulate sind nicht in Moldau eingerichtet.

## Wirtschaft

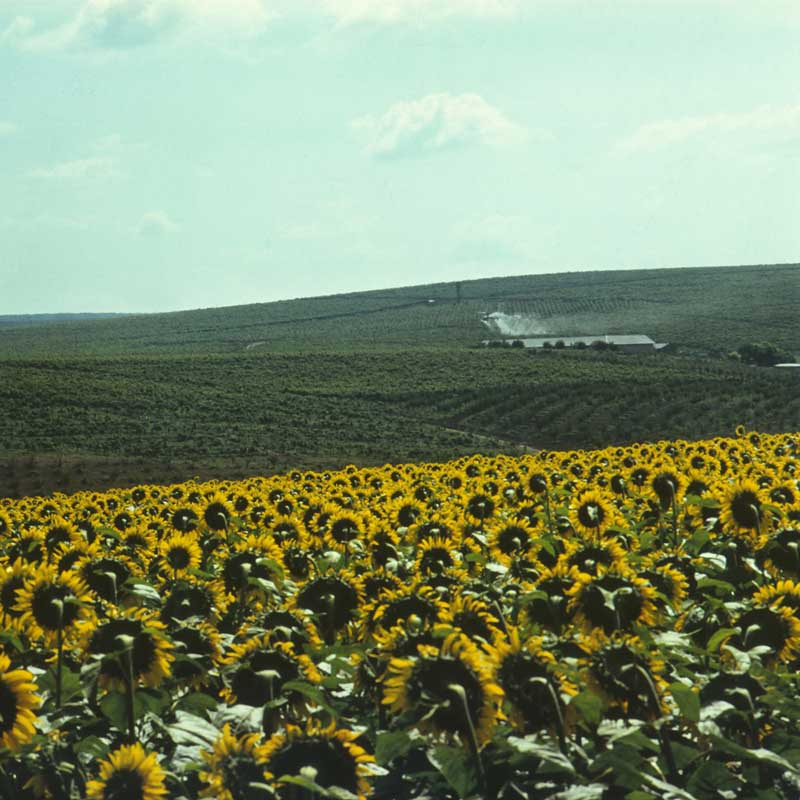
Sonnenblumenfelder bei Anenii Noi: Sonnenblumen-Kerne sind das wichtigste moldauische Exportgut nach Portugal

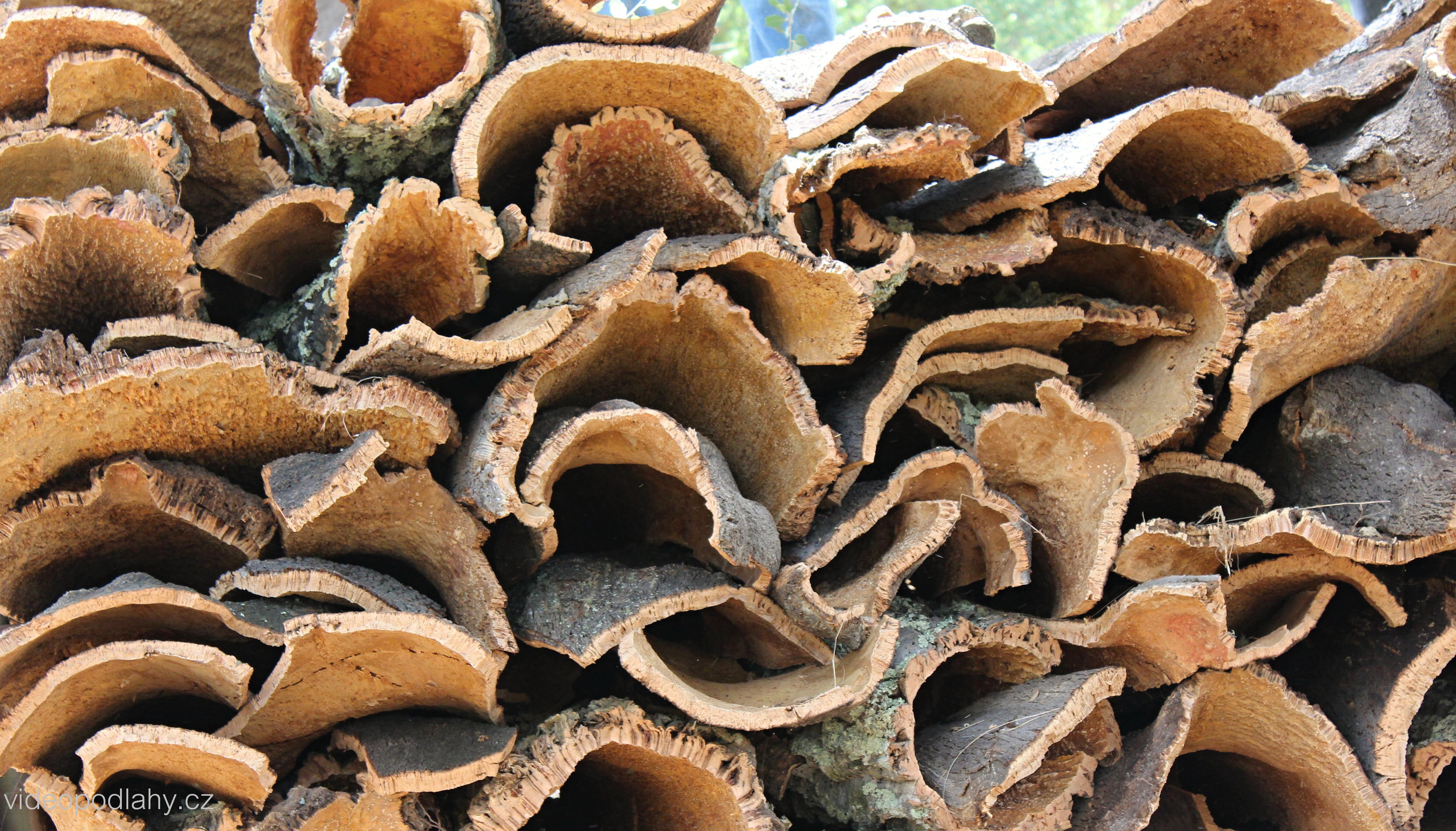
Geschälte Korkrinden im Alentejo: Korkprodukte sind das wichtigste portugiesische Exportgut nach Moldau

Die portugiesische Außenhandelskammer AICEP unterhält keine Niederlassung in Moldau, zuständig ist das AICEP-Büro an der portugiesischen Botschaft in Rumänien.
Im Jahr 2015 exportierte Portugal Waren und Dienstleistungen im Wert von 2,978 Mio. Euro nach Moldau (2014: 3,084 Mio.; 2013: 4,705 Mio.; 2012: 5,273 Mio.; 2011: 5,219 Mio.). Die wichtigsten Warengruppen waren mit 74,6 % Kork und Holz, 8,6 % Fahrzeuge und Fahrzeugteile, 5,6 % Leder und Häute, 1,9 % Kunststoffe und 1,6 % Maschinen und Geräte.
Im gleichen Zeitraum lieferte Moldau Waren im Wert von 1,541 Mio. Euro an Portugal (2014: 6,788 Mio.; 2013: 3,572 Mio.; 2012: 5,491 Mio.; 2011: 2,693 Mio.). Die wichtigsten Gütergruppen waren dabei mit einem Anteil von 93,7 % landwirtschaftliche Erzeugnisse, 2,5 % Lebensmittel. 1,9 % Holz und 1,5 % Minerale und Erze.
Im Jahr 2015 war Moldau damit für den portugiesischen Außenhandel an 135. Stelle bei den Abnehmern und an 117. Stelle bei den Lieferanten, während Portugal im moldauischen Außenhandel an 71. Stelle unter den Abnehmern und an 38. Stelle unter den Lieferanten stand.

## Kultur
Das portugiesische Kulturinstitut Instituto Camões ist insbesondere mit einem Sprachzentrum und einem Lektorat an der staatlichen Universität Universitatea de Stat din Moldova in der moldauischen Hauptstadt Chișinău präsent.
Gelegentlich kommt es zu Kooperationen zwischen moldauischen Filmschaffenden und dem Portugiesischen Kino. Der Film Nanu Tudor der moldauischen Regisseurin Olga Lucovnicova 2021 etwa entstand auch mit portugiesischer Produktionsbeteiligung.
Die portugiesische Schauspielerin Mikaela Lupu, die zeitweise mit dem bekannten Schauspieler Nuno Lopes liiert war, stammt aus der Republik Moldau.

## Sport

### Fußball
Die Moldauische Fußballnationalmannschaft und die Portugiesische Nationalelf sind bisher erst einmal aufeinander getroffen (Stand Januar 2023). Die Auswahl Moldaus unterlag bei ihrem 57. Länderspiel am 15. August 2001 im portugiesischen Faro den Gastgebern mit 3:0. Bei der EM 2004 in Portugal war Moldau nicht vertreten.
Die portugiesische und die moldauische Frauen-Nationalmannschaft haben bisher zweimal gegeneinander gespielt. Beide Qualifikationsspiele zur WM 2019 gewannen die Portugiesinnen ohne Gegentor (Stand Januar 2023). Beim portugiesischen Algarve-Cup war Moldau noch nicht vertreten (Stand 2022).

### Andere
Der moldauische Fahrer Juri Surkow gewann 2000 das portugiesische Radrennen Grande Prémio Liberty Seguros.